# 唐斯鎮區 (堪薩斯州索姆奈縣)
唐斯鎮區（英語：Downs Township）為美國堪薩斯州索姆奈縣轄下的鎮區。2010年美国人口普查中此鎮區人口有156人。

## 地理
唐斯鎮區涵蓋總面積為90.9平方（35.11平方英里），其中陸地面積為90.9平方（35.11平方英里），水域面積為0平方（0.00平方英里）或0.00%。

## 人口統計
根據2010年美國人口普查，唐斯鎮區人口有156人，其中男性有77人，女性有79人，人口密度為每平方公里1.72人，住房計65戶。鎮區內的白人有153人，非裔美國人有0人，美洲原住民有1人，亞裔美國人有0人，太平洋島裔美國人有0人，其他種族有0人，混血種族則有2人。此外鎮區內有1人為西班牙裔或拉丁裔美國人。此鎮區之年齡中位數為41.0歲，而男性年齡中位數為41.5歲，女性年齡中位數為40.3歲。

## 交通

### 主要公路
- 49號堪薩斯州州道